# 女満別町農業協同組合
女満別町農業協同組合（めまんべつちょうのうぎょうきょうどうくみあい、英称：JA Memanbetsu ）は、北海道網走郡大空町女満別に本所を置く農業協同組合。通称はJAめまんべつ。

## 概要
- 設立年月日 : 1948年（昭和23年）6月10日
- 地区 : 大空町のうち旧女満別町一円
- 事務所住所 : 〒099-2324 北海道網走郡大空町女満別西4条5丁目1-27
- 組合員数
  - 正組合員 : 520名（内 団体4）正組合員戸数  351戸
  - 准組合員 : 342名（内 団体161）
- 役員 : 理事11名（学識経験理事（使用人兼務理事）2名を含む） 監事3名（員外監事1名を含む）
- 職員数 : 48名

### 特徴
- JAめまんべつは大空町に本所を置き、組合員のみならず一般の人も利用されている。
- 合併は、当初JAめまんべつとJA東もこと・JAびほろ・JA津別の4農協の枠組みで協議する予定だったが、美幌・津別が離脱し、女満別と東藻琴は網走市に本所を置くJAオホーツクあばしりとの合併協議も進めたが、女満別が離脱している。

## 農産物
- 当組合の主力とする農産物は主に畑作3品（じゃがいも・小麦・ビート）であり、この他にも、もち米や玉ねぎ、長いもなども扱う。
- ビートの出荷は斜里町にあるホクレン農業協同組合連合会中斜里製糖工場に運ばれる。距離的には隣接する美幌町の日本甜菜製糖美幌製糖所に運ばれるのが自然だが、以前からホクレンの原料事務所が女満別にあるため、斜里町に運ばれている。
- 女満別西部（本郷・住吉・豊里）は水田を主力とする。女満別北東部（湖南・朝日）は畑作を主力としているが、網走市との境界部では一部水田もある。女満別南東部（大東・大成・開陽・日進・巴沢）は畑作を主力とする。

## 主な施設
- 生産資材課（農薬や肥料などを扱う。倉庫は女満別駅前にある）
- 麦類乾燥工場
- 農産物検査場
- 野菜集出荷施設
- Aコープめまんべつ
- ホクレンガソリンスタンド女満別給油所（かつては本郷にも西女満別給油所があったが、閉鎖された）
  - 現在、女満別給油所はセルフスタンドになっている。
- 美幌広域連倉庫（麦類乾燥工場に隣接）
- キャッシュサービスコーナー（Aコープめまんべつ）